# Xylotoles sandageri
Xylotoles sandageri là một loài bọ cánh cứng trong họ Cerambycidae.